# Los cántabros
Los cántabros es una película péplum (o post-péplum) española de 1980, dirigida y protagonizada por Paul Naschy. Esta producción es una rara avis dentro del género por ser enteramente española (y no coproducción hispano-italiana) y por estar realizada cuando el género hacia años que ya había desaparecido en Italia. Pese a la situación aparentemente anacrónica en la que se sitúa esta película, hay que precisar que en España se siguieron estrenando peplums hasta bien entrado los años 80, por lo que no se percibió como algo desfasado. Sirva de ejemplo el título Titán contra Vulcano (Vulcano, figlio di Giove) de 1961, que llegó a las carteleras españolas en 1985.
La película recrea la historia del caudillo cántabro Corocotta (Daniel Barry), de quien no se tienen apenas datos historiográficos, y de cómo puso en jaque a las tropas de Marco Vipsanio Agripa (Paul Naschy). Los exteriores del largometraje se rodaron en Castro Urdiales y Sonabia, provincia de Cantabria.

## Reparto
- Paul Naschy como Marco Vespasiano Agripa.
- Daniel Barry como Corocotta.
- Verónica Miriel como Elia.
- Alfredo Mayo como Lábaro.
- Julia Saly como Selenia.
- Blanca Estrada como Turenia.
- Andrés Resino como César Augusto.
- Antonio Iranzo como Sonanso.
- Ricardo Palacios como Gurco.
- Pepe Ruiz como Hurón.
- Paloma Hurtado como Calpurnia.
- Frank Braña como Próculo.
- Mariano Vidal Molina como Salvio.
- Román Ariznavarreta como gladiador.